# Танагра-потрост темнощока
Танагра-потрост темнощока (Mitrospingus cassinii) — вид горобцеподібних птахів родини Mitrospingidae. Птах середнього розміру з тьмяним блакитно-сірим оперенням і чорною маскою, голова зверху і потилиця — гірчично-жовті, оперення з боків і на череві оливково-жовте. Населяє густі чагарники й узлісся на Карибському узбережжі у південній частині Центральної Америки та у передгір'ях Анд на північному заході Південної Америки. Переважно харчується фруктами, видобуваючи корм у нижньому і середньому ярусах лісу, збирається у зграї до 15 особин свого виду. Темнощока танагра-потрост будує чашеподібне гніздо в чагарнику коло струмків на висоті 1,5–3 м над землею і підвішує його поміж вертикальними стволами. У кладці бувають два білі яйця з коричневими та червоно-коричневими плямами. У годівлі пташенят беруть участина птахи-помічники.
Вид було описано Джорджем Ньюболдом Лоуренсом 1861 року. Міжнародна спілка орнітологів відносить темнощоку танагр-потрост до роду танагр-потрост виділяє два підвиди. На початку XXI століття танагри-потрости, зелені танагри та червонодзьобі танагри були виділені в родину Mitrospingidae.

## Опис
Птах є середнього розміру з тілом 18 або 18,5 см завдовжки. Статевий диморфізм виражений слабо. У самців підвиду Mitrospingus cassinii cassinii довжина крила становить 80,0–87,0 мм, хвоста — 68,4–81,1 мм, дзьоба — 18,7–20,5 мм, заплесна — 22,8–25,3 мм; у самиць — 78,0–86,0 мм, 66,8–78,1 мм, 19,3–22,1 мм, 24,0–25,8 мм відповідно. Маса птахів різниться від 32 до 41 г.

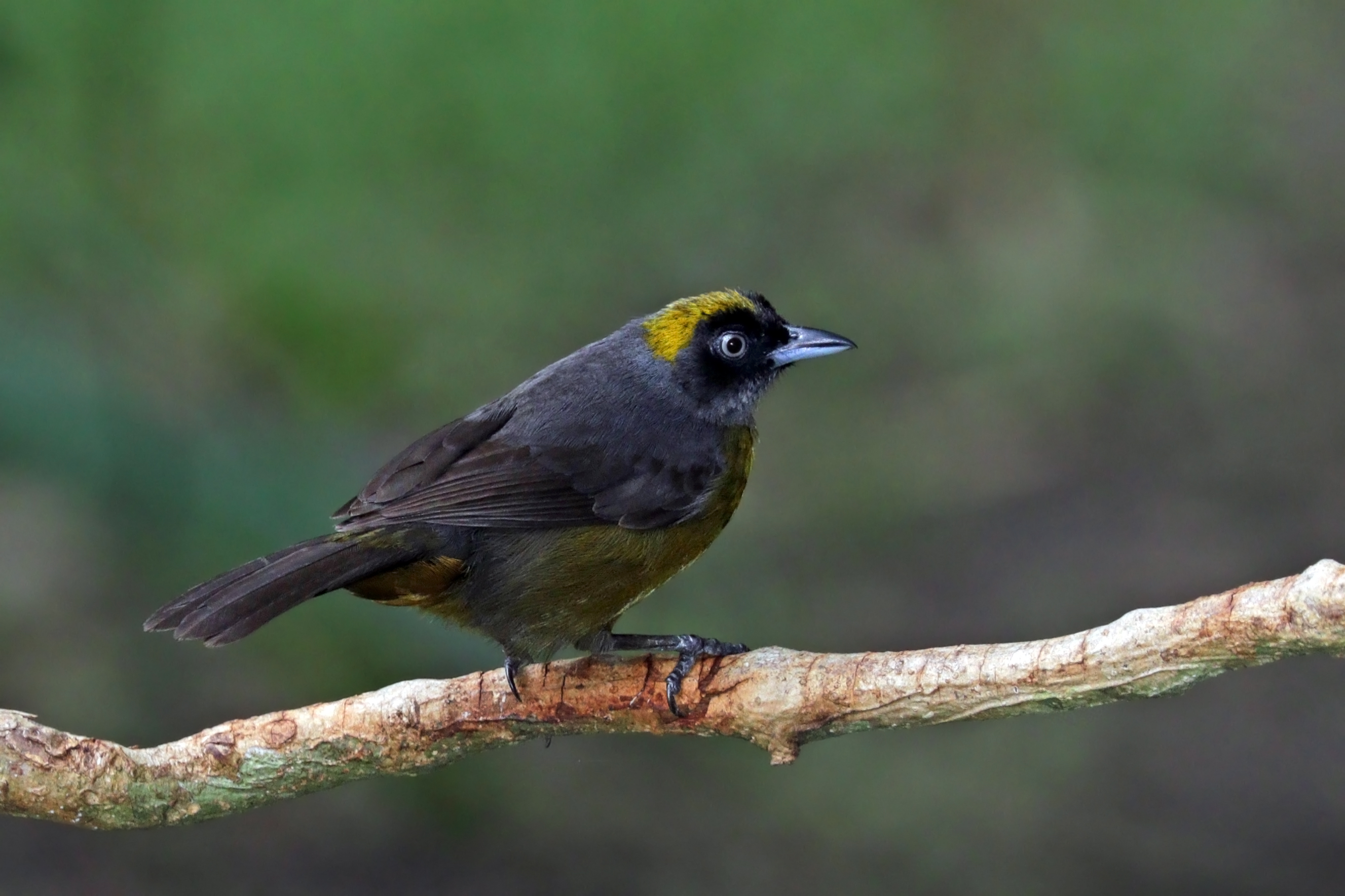
Темнощока танагра-потрост в Панамі

Оперення тьмяне. Зверху голубувато-сіре, крила і хвіст є того ж забарвлення, хоча надхвістя має оливковий відтінок. Голова зверху і потилиця — гірчично-жовті. Пляма на потилиці, за описом Лоуренса, трикутної форми, вона починається з вузького кінця над очима і поступово розширюється на всю ширину голови. На обличчі має коротке і жорстке пір'я. Відмінною рисою є велика чорна маска на обличчі, що включає вуздечку, вузьку область над очима та боки голови. Підборіддя має чорний відтінок, а горло світло-сіре. Поступово знизу колір переходить у брудний оливково-жовтий на грудях і боках, пір'я брюха і підхвістя, що криють, — темно-сірі і оливково-жовті. Оперення крила знизу сіре. Першорядних махових пер дев'ять, найдовше — четверте, перше і дев'яте — рівної довжини. Крила округліші, ніж у представників роду Eucometis, з якими темнощоку танагру-потрост порівнював дослідник Роберт Ріджвей. Хвіст довгий Відомості про линьку відсутні.
Номінативний підвид M. с. cassinii відрізняється тьмянішим підхвістям і темнішим, майже блакитним оперенням зверху. Підвид Mitrospingus cassinii costaricensis має яскраве і червоне підхвістя. Горло забарвлене майже у той самий колір, як і боки голови, а оперення знизу швидше зелене, ніж жовте. У молодих птахів жовта пляма на маківці та потилиці помітно менша, а оперення знизу має жовтіший відтінок. Темнощоку танагру-потрост досить легко переплутати з самцем Tachyphonus delatrii.
Дзьоб довгий і тонкий, конічної форми, згідно з описом Александра Френка Скатча, злегка загнутий вниз. Надзьобок чорний, з синьо-сірою кромкою; підзьобок — сірий з чорним кінчиком, або жовтуватий. За описом Роберта Ріджвея, який виділив танагр-потрост в окремий рід, ці птахи мають досить довгий дзьоб, його довжина майже досягає розмірів голови. Райдужка ока забарвлена в блідо-сірий або сірувато-білий кольори. Скатч виділяв блідо-жовтий колір райдужної оболонки, стверджуючи, що він «так рідко зустрічається у саякових, що його можна було б використовувати як ідентифікацію виду» (англ. «so rare in the tanager family that it almost serves for the identification of this species»). Лапи свинцево-сірі, із сильними пазурами.
Темнощокі танагри-потрост — досить галасливі птахи. Вони постійно видають різкі та гучні кличі «chet» або «chet-ut». Багатоголосність нагадує «серію маленьких хлопушок, що швидко і безладно вибухають» (англ. «strings of small firecrackers going off rapidly in an erratic pattern»). Серед інших звукових сигналів є високі «wsss» або «sszeet?», безладні «spssnks» або «sptzks», які іноді перемежовуються швидкими слабкими «swiss». На світанку птахи зазвичай співають «seety, seety, seety, seety, seety». За словами американської орнітологині Бі Ветмор, співочого птаха спостерігали на верхівці реліктового дерева, хоча зазвичай вони не показуються з підліску.

## Поширення

Ареал темнощокої танагри-потрост

Темнощока танагра-потрост мешкає на Карибському узбережжі у південній частині Центральної Америки та на північному заході Південної Америки, у передгір'ях Анд. Ареал тягнеться на схід до пониззя долини річки Каука в північній частині Колумбії, на південь — до південних районів провінції Пічинча і північно-західних районів провінції Асуай в Еквадорі. Площа ареалу становить 858 000 км². Ареал спорідненої оливкової танагри-потрост (Mitrospingus oleagineus) не перетинається з ареалом темнощокої танагри-потрост, вона населяє вологі зрілі вторинні ліси та їхні околиці на схилах гір або тепуй на землях Венесуели, Ґаяни і Бразилії.
У Коста-Риці птахи зазвичай зустрічаються на висоті до 300 м над рівнем моря, але можуть підніматися до 600 м, у Панамі — до 1200 м, у Колумбії — до 1100 м, в Еквадорі — до 800 м. Окрім цих країн, птахів також відзначали у Венесуелі. Населяє густі чагарники і зарості на узліссях лісу, вздовж лісових струмків і болот, а також на границі з лісом.
Номінативний підвид M. с. cassinii зустрічається в Панамі на березі Карибського моря від провінції Вераґуас і лагуни Чирікуї до провінції Дар'єн і невеликої ділянки тихоокеанського узбережжя, у західній частині Колумбії на північному схилі Західних Анд від річки Нечі до гірського масиву Серранья-де-Сан-Лукас і на південному схилі Східних Анд у департаменті Кальдас, і навіть на узбережжі моря, й у західній частині Еквадору на південь від провінції Ґуаяс. До 1990-их років околиці річки Нечі були найостаннішою західною точкою ареалу темнощокої танагри-потрост. Пізніше птахів відзначали у долині річки Маґдалена. Геллмайр зазначав, що вивчені ним представники з Колумбії, західного Еквадору й околиць Панамського каналу не мають істотних відмінностей. Підвид M. с. costaricensis зустрічається в провінції Ередія на карибському узбережжі Коста-Рики та в околицях Альміранте на крайньому північному заході Панами.
Міжнародний союз охорони природи відносить темнощоку танагру-потрост до видів у найменшій загрозі (LC). Вид досить поширений на більшій частині свого ареала. Птахи зустрічаються, зокрема, у національному парку Брауліо-Каррільо і заповіднику Ітой-Серере (ісп. Reserva Biológica Hitoy Cerere) у Коста-Риці, у національних парках Соберанія, Чаґрес, Дар'єн у Панамі, у національних парках Лос-Катіос, Енсенада-де-Утрія, Фаральонес-де-Калі й у природному заповіднику Тамбіто (ісп. Tambito Nature Reserve) у Колумбії.

## Харчування

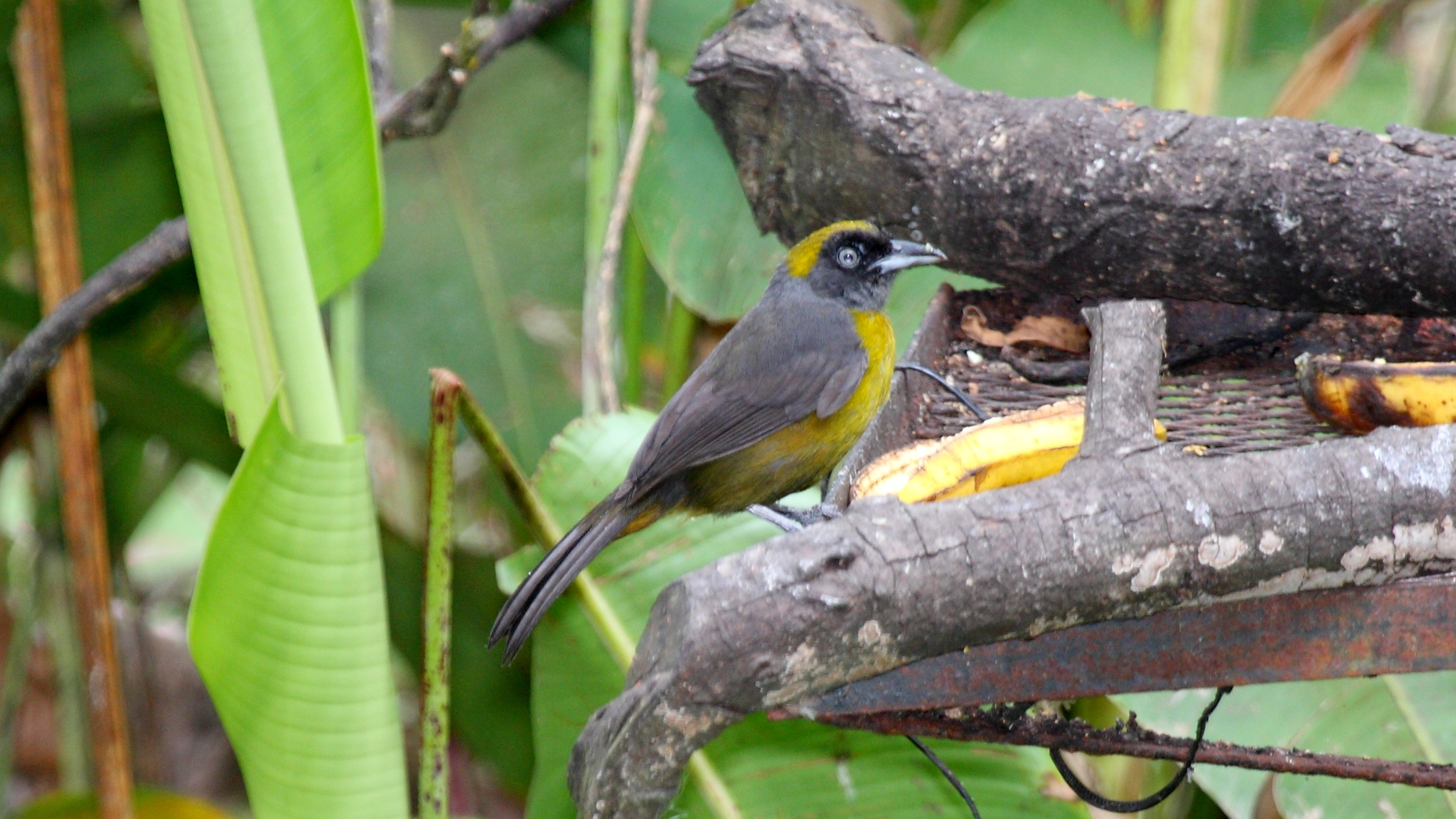
Темнощока танагра-потрост на годівниці у Панамі

Основну частину раціону темнощокої танагри-потрост становлять фрукти, але птахи також споживають у їжу безхребетних. Особливо воліють плоди представників родин меластомові (Melastomataceae), маренові (Rubiaceae) і пасльонові (Solanaceae); насіння злаків роду Lasiacis або плодових роду Alchornea. У шлунку птахів було знайдено просо (Panicum), зантоксилум (Xanthoxylum), паслін (Solanum). Також, згідно з вмістом шлунка, темнощокі танагри-потрост харчуються жуками (Carabidae, Cerambycidae, Scarabaeidae), гусеницями, павуками; можуть з'їсти і коників.
Корм добувають у нижньому і середньому ярусах лісу, лише іноді піднімаючись вище за плодовими деревами. Задля збирання ягід можуть сідати на гілки і черешки, часто риються у листі та клюють гілки, збирають комах з листя геліконії (Heliconia) і пальмових гілок. Іноді їх можна зустріти коло роя мурах. Ці неспокійні птахи часто змахують крилами і хвостом та швидко пересуваються лісом, залишаючись часто прихованими в підліску.
Птахи збираються у зграї розміром до 15 особин. За спостереженнями дослідника Скатча, зграї найчастіше включають до 8 особин. Зазвичай вони складаються виключно з темнощоких танагр-потрост, але в долині річки Маґдалена в Колумбії птахів один раз спостерігали у змішаній зграї.

## Розмноження
Дані стосовно розмноження темнощокої танагри-потрост дуже мізерні. У Коста-Риці повідомлення про розмноження припадають на березень – квітень, у Панамі дані про кладку птахів було зібрано в березні, на північному заході Колумбії про птахів, готових до розмноження, повідомлялося в лютому – травні, у червні гніздо було виявлено в долині річки Маґдалена, а у вересні молодих птахів відзначали на південному заході Колумбії. Скатч спостерігав гніздо з двома пташенятами з квітня по травень. Ці спостереження були опубліковані 1972 року.
Чашоподібне гніздо птахи будують у чагарнику коло струмка на висоті 1,5–3 м над землею. Гніздо може бути як крихким, так і громіздким. За описом Скатча, гніздо було збудовано з довгих ниткоподібних суцвіть рослин роду Myriocarpa і корінців, вистелено волокнами грибів і підвішене, як кошик, між вертикальними гілками. Поперечник гнізда становив 12,7–14 см, глибина — 8 см. За описами дослідника Окампо з долини річки Маґдалена, товщина стінок гнізда дорівнювала 29,1 мм, внутрішні розміри гнізда становили 87,2–94,7 мм, зовнішні — 132,7–150,4 мм, висота — 110,9 мм, а глибина — 48,1 мм.
Імовірно, кладка складається із двох яєць. Яйця білі, з коричневими та червонувато-коричневими плямами. За спостереженнями Скатча, птахи годують пташенят виключно комахами. Своїм пташенятам птахи зазвичай приносять «коників й інших комах [і], зрідка, зелених гусеней чи павуків» (англ. «grasshoppers and other insects [and] an occasional green caterpillar or a spider»). Дорослі птахи не сідають на гніздо, а на гілля вище його, і сильно нахиляють голову, аби укласти корм до рота пташенят, по одній комасі за раз. Із семи птахів біля гнізда його відвідувало три або більше особин. Кооперативне розмноження темнощокої танагри-потрост представляє особливу зацікавленість для вчених, воно часто зустрічається у птахів, що традиційно належать до саякових, — справжніх (Tangara), сивих (Neothraupis) і рудогорлих (Cypsnagra) танагр, габій (Habia).
Відомості про тривалість життя, вік статевого дозрівання або виживання темнощокої танагри-потрост наразі є відсутніми. На дорослих птахів зазвичай не полюють, але в долині річки Маґдалена у Колумбії було відзначено викрадення яйця з гнізда.

## Систематика

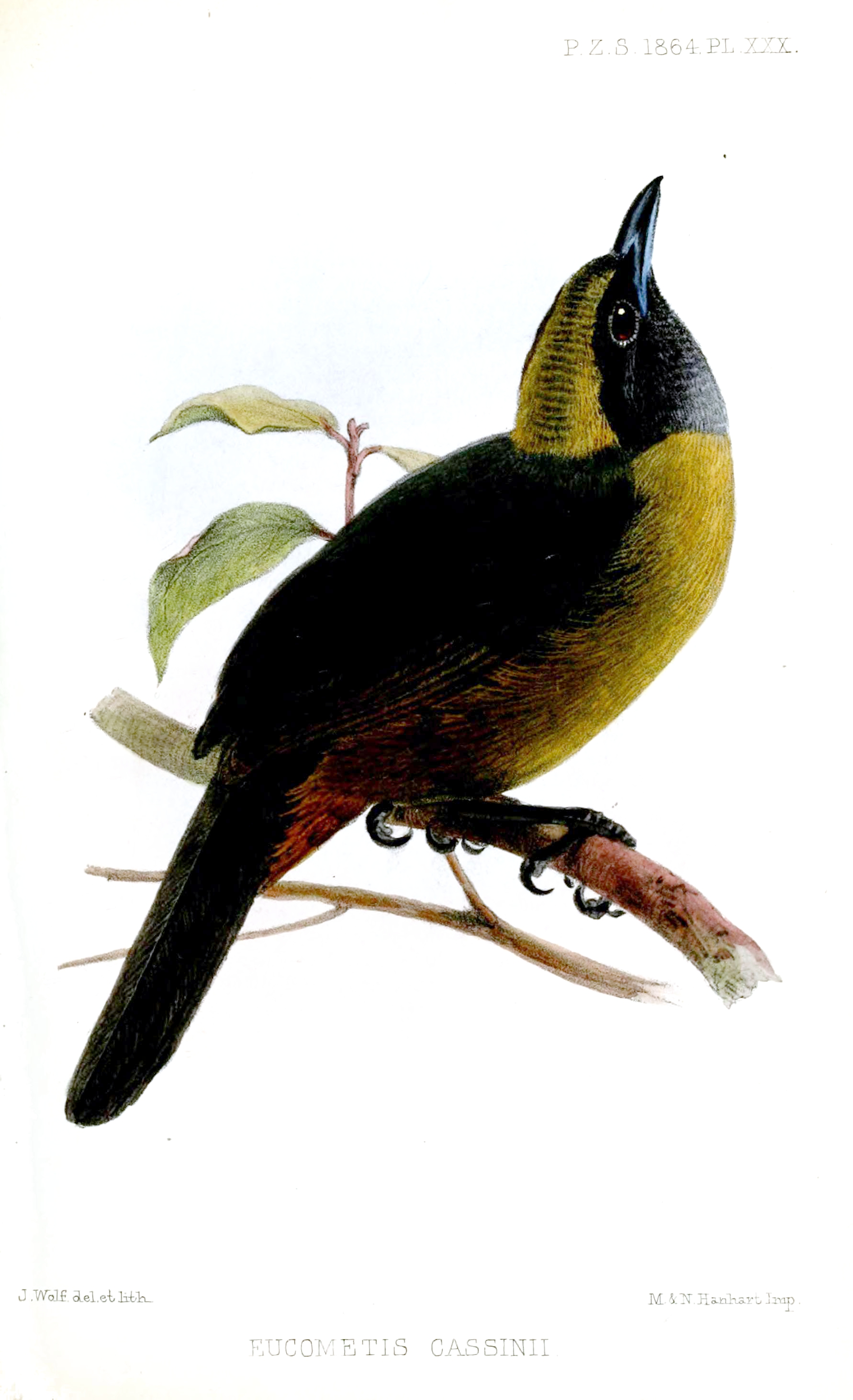
Eucometis cassinnii у роботі Склейтера і Сельвіна 1864 року

Вид було описано 1861 року американським орнітологом-любителем Джорджем Ньюболдом Лоуренсом на основі представника, отриманого на околицях Панамської залізниці. Перший птах з'явився у колекції Міклера роком раніше. Лоуренс вирішив виділити його в окремий вид Tachyphonus cassinnii після того, як отримав додаткові екземпляри цього птаха, що належать до обох статей. Видову назву він дав на честь свого друга Джона Кессіна. Вже 1864 року британські зоологи Філіп Склейтер й Осберт Селвін засумнівалися в такій класифікації і віднесли темнощоку танагру-потрост до сіроголових танагр (Eucometis), відзначаючи в першу чергу відсутність статевого диморфізму у темнощокої танагри-потрост та помітні відмінності в забарвленні оперення самців і самок в усіх представників родів Tachyphonus і Lanio.
1898 року американський орнітолог Роберт Ріджвей виділив рід танагри-потрост (Mitrospingus). За його словами, новий рід слід віднести до родини в'юркових (Fringillidae), хоча це й викликало у вченого деякі сумніви. Ріджвей вважав рід монотиповим, але пізніше до нього було включено оливкову танагру-потрост (Mitrospingus oleagineus). 1936 року австрійський орнітолог Карл Едуард Геллмайр припустив, що ці два види синонімічні. Ці птахи разом з тим помітно відрізняються вокалізацією і поведінкою.
Міжнародна спілка орнітологів виділяє два підвиди:
- Mitrospingus cassinii costaricensis Todd, 1922 — Коста-Рика і північний захід Панами. Американський орнітолог Волтер Едмонд Клайд Тодд виділив новий підвид, вивчивши велику кількість добре підготовлених представників із різних регіонів у музеї Карнеґі[9].
- Mitrospingus cassinii cassinii (Lawrence, 1861) — центральна частина Панами та землі від Колумбії до заходу Еквадору.

Роди танагра-потрост, зелена танагра (Orthogonys) і червонодзьоба танагра (Lamprospiza) вчені традиційно включали до родини саякових (Thraupidae). Кіт Баркер (F. Keith Barker) та інші 2013 року опублікували висліди молекулярних досліджень близько 200 видів горобцеподібних птахів з дев'ятьма маховими перами. Побудоване ними філогенетичне дерево показало кілька нових клад або відокремлених груп, багато з котрих було запропоновано виділити в окремі родини. Зокрема, автори праці запропонували виділити роди Mitrospingus, Orthogonys і Lamprospiza, представники яких мешкають переважно у Південній Америці, у родину Mitrospingidae. Дослідники вважають, що представники цієї родини походять від загального предка темнощокої танагри-потрост та червонодзьобої танагри (Lamprospiza melanoleuca). У роботі було також показано сестринське відношення цієї родини до клад саякових і кардиналових (Cardinalidae).